# Instrument polifònic
Un instrument polifònic és aquell instrument musical que pot interpretar, tot sol, una composició de textura musical polifònica o, més aviat, que és freqüent i habitual que el seu repertori específic tingui aquesta textura i estil. Són, per tant, instruments que, amb facilitat, poden interpretar diversos sons alhora. Entre ells hi ha els de teclat (l'orgue, l'harmònium, el piano, el clavecí i altres instruments de teclat del Renaixement i del Barroc) i diversos instruments de corda polsada com l'arpa, la guitarra, la viola, el llaüt i altres instruments de la seva família. A part d'aquests dos grups d'instruments, també ha conservat sempre una certa vocació polifònica la viola d'arc, fet que s'explicaria pel seu origen en la viola de mà. També alguns compositors en obres concretes han explotat les possibilitats polifòniques d'altres instruments de corda fregada, com és el cas de Johann Sebastian Bach en algunes de les seves obres per a violí sol.
Cal distingir entre un ús polifònic i un ús harmònic d'un mateix instrument. Així, per exemple, la guitarra en l'àmbit de la música clàssica és un instrument polifònic, mentre que en el de la música popular és molt més de tipus harmònic, interpretant en acords, de manera semblant a com succeeix amb el banjo. En canvi, altres instruments també de corda polsada, com per exemple, la mandolina, també en l'àmbit de la música tradicional i popular, no han desenvolupat tant aquestes possibilitats polifòniques i han restat més aviat com a instruments melòdics.